# Région des Ilocos
La région des Ilocos (Sagor na Baybay na Luzon Region en pangasinien), aux Philippines (Région I)  occupe l'étroite plaine littorale au nord-est de Luçon entre la mer de Chine du sud et la Région administrative de la Cordillère. Sa superficie est de 12 840 km2 pour une population de 5 026 128 habitants. La ville principale et capitale administrative est San Fernando (La Union).
Elle est subdivisée en quatre provinces :
- Ilocos Norte ;
- Ilocos Sur ;
- La Union ;
- Pangasinán.

La répartition ethnique est 66 % d'Ilocanos, 27 % de Pangasinans et 3 % de Tagalogs. La langue la plus usitée dans la province est l'ilocano.